# Jung Kyung-eun
Jung Kyung-eun (født 20. marts 1990) er en professionel badmintonspiller fra Sydkorea. Hun vandt bronzemedalje ved sommer-OL 2016 i kvindernes doubleturnering.